# Tía tô giới
Tía tô giới, tía tô dại hay é lớn tròng (danh pháp hai phần: Hyptis suaveolens, đồng nghĩa: Ballota suaveolens L.; Bysteropogon suaveolens (L.) Blume; Mesosphaerum suaveolens (L.) Kuntze; Schauera suaveolens (L.) Hasskarl.) là một loại cây thuộc họ Hoa môi (Lamiaceae hay Labiatae). Đây là cây thân thảo cao khoảng 1m, lá mọc đối, có lông, có mùi thơm. Hoa màu tím, nhỏ, 4 tiểu nhị, chỉ có lông.

## Thành phần hóa học
Cây tía tô giới có chứa chất tinh dầu (l-sabilen 31%, d-limonen 12%, azulen 17%, sesquiterpen và alcool sesquiterpenic: 40%.

## Tác dụng dược lý
Cây được dùng làm thuốc hưng phấn, phát hãn, trong trường hợp bị cảm cúm, có khi còn được làm thuốc sinh sữa.

## Hình ảnh

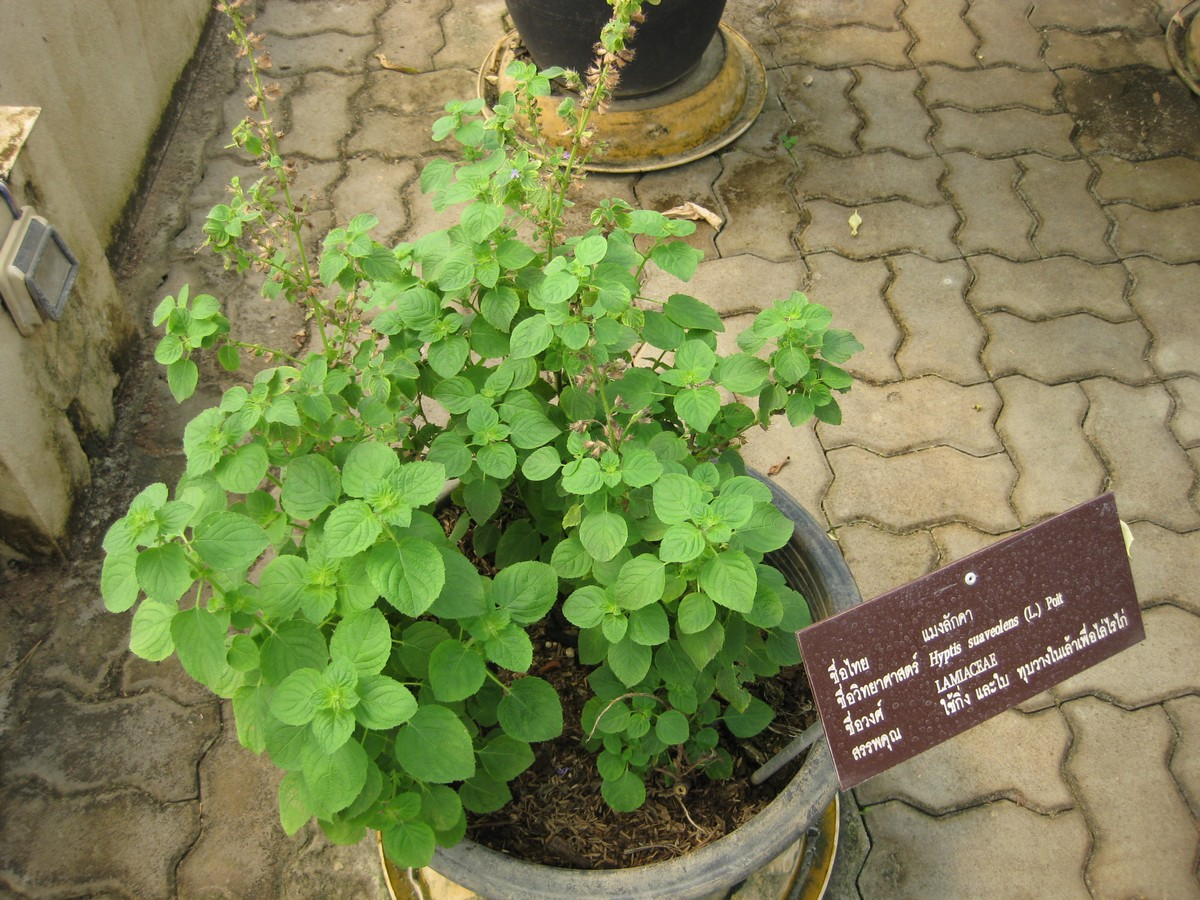
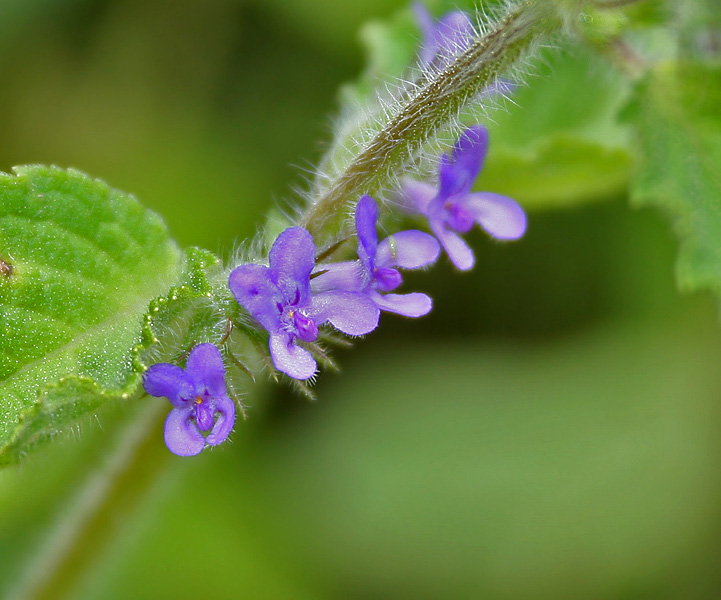
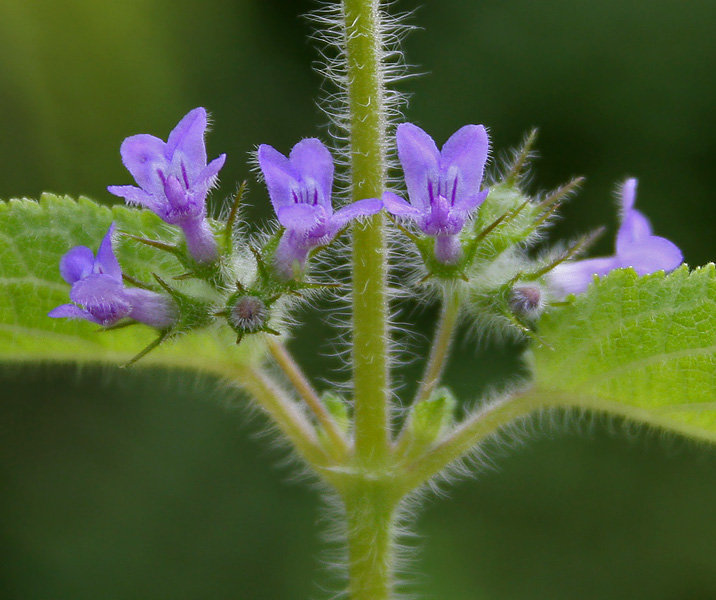
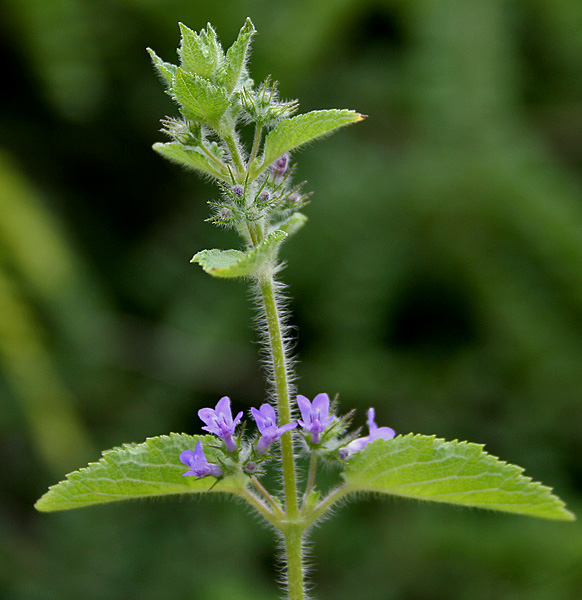